# FIFA-Konföderationen-Pokal 2013/Gruppe A
Dieser Artikel umfasst die Spiele der Vorrundengruppe A beim FIFA-Konföderationen-Pokal 2013 mit allen statistischen Details.
| Pl. | Verein    | Sp. | S | U | N | Tore    | Diff. | Punkte |
| --- | --------- | --- | - | - | - | ------- | ----- | ------ |
| 1.  | Brasilien | 3   | 3 | 0 | 0 | 009:200 | +7    | 09     |
| 2.  | Italien   | 3   | 2 | 0 | 1 | 008:800 | ±0    | 06     |
| 3.  | Mexiko    | 3   | 1 | 0 | 2 | 003:500 | −2    | 03     |
| 4.  | Japan     | 3   | 0 | 0 | 3 | 004:900 | −5    | 0      |

## Brasilien – Japan 3:0 (1:0)
| Brasilien                                                                                             | Brasilien | Japan | Japan |
| --- | --- | --- | ----- |
| Brasilien                                                                                             | \| 15. Juni 2013 um 16:00 Uhr (21:00 Uhr MESZ) in Brasília (Estádio Nacional de Brasília Mané Garrincha) \| \| Zuschauer: 67.423 \| \| Schiedsrichter: Pedro Proença ( Portugal) \| \| Spielbericht \| | \| 15. Juni 2013 um 16:00 Uhr (21:00 Uhr MESZ) in Brasília (Estádio Nacional de Brasília Mané Garrincha) \| \| Zuschauer: 67.423 \| \| Schiedsrichter: Pedro Proença ( Portugal) \| \| Spielbericht \|                                                                              | Japan |
| Brasilien                                                                                             | Júlio César – Dani Alves, Thiago Silva , David Luiz, Marcelo – Luiz Gustavo, Paulinho, Oscar – Hulk (75. Hernanes), Neymar (74. Lucas Moura), Fred (81. Jô) Cheftrainer: Luiz Felipe Scolari           | Eiji Kawashima – Atsuto Uchida, Maya Yoshida, Yasuyuki Konno, Yūto Nagatomo – Makoto Hasebe , Yasuhito Endō (78. Hajime Hosogai), Keisuke Honda (88. Takashi Inui) – Hiroshi Kiyotake (51. Ryōichi Maeda), Shinji Kagawa, Shinji Okazaki Cheftrainer: Alberto Zaccheroni ( Italien) | Japan |
| Brasilien                                                                                             | 1:0 Neymar (3.) 2:0 Paulinho (48.) 3:0 Jô (90.+3') | | Japan |
| Brasilien                                                                                             | Makoto Hasebe (45.+1') | | Japan |
| Brasilien                                                                                             | Spieler des Spiels: Neymar (Brasilien) | | Japan |
| 15. Juni 2013 um 16:00 Uhr (21:00 Uhr MESZ) in Brasília (Estádio Nacional de Brasília Mané Garrincha) | | |       |
| Zuschauer: 67.423                                                                                     | | |       |
| Schiedsrichter: Pedro Proença ( Portugal)                                                             | | |       |
| Spielbericht                                                                                          | | |       |

## Mexiko – Italien 1:2 (1:1)
| Mexiko                                                                   | Mexiko | Italien | Italien |
| ------------------------------------------------------------------------ | --- | --- | ------- |
| Mexiko                                                                   | \| 16. Juni 2013 um 16:00 Uhr (21:00 Uhr MESZ) in Rio de Janeiro (Maracanã) \| \| Zuschauer: 73.123 \| \| Schiedsrichter: Enrique Osses ( Chile) \| \| Spielbericht \|                                                                                | \| 16. Juni 2013 um 16:00 Uhr (21:00 Uhr MESZ) in Rio de Janeiro (Maracanã) \| \| Zuschauer: 73.123 \| \| Schiedsrichter: Enrique Osses ( Chile) \| \| Spielbericht \| | Italien |
| Mexiko                                                                   | Jesús Corona – Carlos Salcido, Héctor Moreno, Maza , Gerardo Flores – Gerardo Torrado, Jesús Eduardo Zavala (86. Raúl Jiménez), Andrés Guardado, Giovani dos Santos, Javier Aquino (53. Hiram Mier) – Chicharito Cheftrainer: José Manuel de la Torre | Gianluigi Buffon – Ignazio Abate, Andrea Barzagli, Giorgio Chiellini, Mattia De Sciglio – Daniele De Rossi, Andrea Pirlo, Riccardo Montolivo, Claudio Marchisio (68. Alessio Cerci), Emanuele Giaccherini (88. Alberto Aquilani) – Mario Balotelli (85. Alberto Gilardino) Cheftrainer: Cesare Prandelli | Italien |
| Mexiko                                                                   | 1:1 Chicharito (34., Foulelfmeter) | 0:1 Andrea Pirlo (27.) 1:2 Mario Balotelli (78.) | Italien |
| Mexiko                                                                   | Héctor Moreno (47.), Giovani dos Santos (58.) | Andrea Barzagli (34.), Mario Balotelli (79.), Daniele De Rossi (81.) | Italien |
| Mexiko                                                                   | Spieler des Spiels: Andrea Pirlo (Italien) | | Italien |
| 16. Juni 2013 um 16:00 Uhr (21:00 Uhr MESZ) in Rio de Janeiro (Maracanã) | | |         |
| Zuschauer: 73.123                                                        | | |         |
| Schiedsrichter: Enrique Osses ( Chile)                                   | | |         |
| Spielbericht                                                             | | |         |

## Brasilien – Mexiko 2:0 (1:0)
| Brasilien                                                                                   | Brasilien | Mexiko | Mexiko |
| ------------------------------------------------------------------------------------------- | --- | --- | ------ |
| Brasilien                                                                                   | \| 19. Juni 2013 um 16:00 Uhr (21:00 Uhr MESZ) in Fortaleza (Estádio Plácido Aderaldo Castelo) \| \| Zuschauer: 50.791 \| \| Schiedsrichter: Howard Webb ( England) \| \| Spielbericht \|    | \| 19. Juni 2013 um 16:00 Uhr (21:00 Uhr MESZ) in Fortaleza (Estádio Plácido Aderaldo Castelo) \| \| Zuschauer: 50.791 \| \| Schiedsrichter: Howard Webb ( England) \| \| Spielbericht \|                                                                                      | Mexiko |
| Brasilien                                                                                   | Júlio César – Dani Alves, Thiago Silva , David Luiz, Marcelo – Luiz Gustavo, Paulinho, Oscar (62. Hernanes) – Hulk (78. Lucas Moura), Neymar, Fred (82. Jô) Cheftrainer: Luiz Felipe Scolari | Jesús Corona – Hiram Mier, Héctor Moreno, Maza , Jorge Torres Nilo (70. Pablo Barrera) – Carlos Salcido, Gerardo Torrado (88. Raúl Jiménez), Gerardo Flores (58. Héctor Miguel Herrera), Andrés Guardado, Giovani dos Santos – Chicharito Cheftrainer: José Manuel de la Torre | Mexiko |
| Brasilien                                                                                   | 1:0 Neymar (9.) 2:0 Jô (90.+3') | | Mexiko |
| Brasilien                                                                                   | Thiago Silva (44.), Dani Alves (76.) | Andrés Guardado (21.), Héctor Moreno (89.), Maza (90.) | Mexiko |
| Brasilien                                                                                   | Spieler des Spiels: Neymar (Brasilien) | | Mexiko |
| 19. Juni 2013 um 16:00 Uhr (21:00 Uhr MESZ) in Fortaleza (Estádio Plácido Aderaldo Castelo) | | |        |
| Zuschauer: 50.791                                                                           | | |        |
| Schiedsrichter: Howard Webb ( England)                                                      | | |        |
| Spielbericht                                                                                | | |        |

## Italien – Japan 4:3 (1:2)
| Italien                                                                  | Italien | Japan | Japan |
| ------------------------------------------------------------------------ | --- | --- | ----- |
| Italien                                                                  | \| 19. Juni 2013 um 19:00 Uhr (24:00 Uhr MESZ) in Recife (Arena Pernambuco) \| \| Zuschauer: 40.489 \| \| Schiedsrichter: Diego Abal ( Argentinien) \| \| Spielbericht \| | \| 19. Juni 2013 um 19:00 Uhr (24:00 Uhr MESZ) in Recife (Arena Pernambuco) \| \| Zuschauer: 40.489 \| \| Schiedsrichter: Diego Abal ( Argentinien) \| \| Spielbericht \| | Japan |
| Italien                                                                  | Gianluigi Buffon – Christian Maggio (59. Ignazio Abate), Andrea Barzagli, Giorgio Chiellini, Mattia De Sciglio – Riccardo Montolivo, Andrea Pirlo, Daniele De Rossi, Alberto Aquilani (30. Sebastian Giovinco), Emanuele Giaccherini (68. Claudio Marchisio) – Mario Balotelli Cheftrainer: Cesare Prandelli | Eiji Kawashima – Atsuto Uchida (73. Hiroki Sakai), Maya Yoshida, Yasuyuki Konno, Yūto Nagatomo – Makoto Hasebe (90.+1' Kengo Nakamura), Yasuhito Endō, Shinji Okazaki, Keisuke Honda, Shinji Kagawa – Ryōichi Maeda (79. Mike Havenaar) Cheftrainer: Alberto Zaccheroni ( Italien) | Japan |
| Italien                                                                  | 1:2 Daniele De Rossi (41.) 2:2 Atsuto Uchida (50., Eigentor) 3:2 Mario Balotelli (52., Handelfmeter) 4:3 Sebastian Giovinco (86.) | 0:1 Keisuke Honda (21., Foulelfmeter) 0:2 Shinji Kagawa (33.) 3:3 Shinji Okazaki (69.) | Japan |
| Italien                                                                  | Gianluigi Buffon (20.), Daniele De Rossi (36.) | Makoto Hasebe (52.), Yasuyuki Konno (90.) | Japan |
| Italien                                                                  | Spieler des Spiels: Shinji Kagawa (Japan) | | Japan |
| 19. Juni 2013 um 19:00 Uhr (24:00 Uhr MESZ) in Recife (Arena Pernambuco) | | |       |
| Zuschauer: 40.489                                                        | | |       |
| Schiedsrichter: Diego Abal ( Argentinien)                                | | |       |
| Spielbericht                                                             | | |       |

## Japan – Mexiko 1:2 (0:0)
| Japan                                                                                              | Japan | Mexiko | Mexiko |
| -------------------------------------------------------------------------------------------------- | --- | --- | ------ |
| Japan                                                                                              | \| 22. Juni 2013 um 16:00 Uhr (21:00 Uhr MESZ) in Belo Horizonte (Estádio Governador Magalhães Pinto) \| \| Zuschauer: 52.690 \| \| Schiedsrichter: Felix Brych ( Deutschland) \| \| Spielbericht \|                                                                             | \| 22. Juni 2013 um 16:00 Uhr (21:00 Uhr MESZ) in Belo Horizonte (Estádio Governador Magalhães Pinto) \| \| Zuschauer: 52.690 \| \| Schiedsrichter: Felix Brych ( Deutschland) \| \| Spielbericht \|                                                                                          | Mexiko |
| Japan                                                                                              | Eiji Kawashima – Yūto Nagatomo (77. Kengo Nakamura), Yasuyuki Konno, Yūzō Kurihara, Hiroki Sakai (59. Atsuto Uchida) – Yasuhito Endō, Hajime Hosogai, Keisuke Honda – Shinji Kagawa, Shinji Okazaki, Ryōichi Maeda (65. Maya Yoshida) Cheftrainer: Alberto Zaccheroni ( Italien) | Guillermo Ochoa – Diego Antonio Reyes, Héctor Moreno, Jorge Torres Nilo, Hiram Mier – Gerardo Torrado, Andrés Guardado (71. Carlos Salcido), Giovani dos Santos (78. Pablo Barrera), Jesús Eduardo Zavala – Raúl Jiménez (90. Javier Aquino), Chicharito Cheftrainer: José Manuel de la Torre | Mexiko |
| Japan                                                                                              | 1:2 Shinji Okazaki (86.) | 0:1 Chicharito (54.) 0:2 Chicharito (66.) | Mexiko |
| Japan                                                                                              | Hiroki Sakai (38.) | Guillermo Ochoa (90.) | Mexiko |
| Japan                                                                                              | Spieler des Spiels: Chicharito (Mexiko) | | Mexiko |
| 22. Juni 2013 um 16:00 Uhr (21:00 Uhr MESZ) in Belo Horizonte (Estádio Governador Magalhães Pinto) | | |        |
| Zuschauer: 52.690                                                                                  | | |        |
| Schiedsrichter: Felix Brych ( Deutschland)                                                         | | |        |
| Spielbericht                                                                                       | | |        |

## Italien – Brasilien 2:4 (0:1)
| Italien                                                                             | Italien | Brasilien | Brasilien |
| ----------------------------------------------------------------------------------- | --- | --- | --------- |
| Italien                                                                             | \| 22. Juni 2013 um 16:00 Uhr (21:00 Uhr MESZ) in Salvador da Bahia (Arena Fonte Nova) \| \| Zuschauer: 48.874 \| \| Schiedsrichter: Ravshan Ermatov ( Usbekistan) \| \| Spielbericht \| | \| 22. Juni 2013 um 16:00 Uhr (21:00 Uhr MESZ) in Salvador da Bahia (Arena Fonte Nova) \| \| Zuschauer: 48.874 \| \| Schiedsrichter: Ravshan Ermatov ( Usbekistan) \| \| Spielbericht \|    | Brasilien |
| Italien                                                                             | Gianluigi Buffon – Ignazio Abate (30. Christian Maggio), Leonardo Bonucci, Giorgio Chiellini, Mattia De Sciglio – Alberto Aquilani, Alessandro Diamanti (72. Stephan El Shaarawy), Riccardo Montolivo (26. Emanuele Giaccherini), Claudio Marchisio, Antonio Candreva – Mario Balotelli Cheftrainer: Cesare Prandelli | Júlio César – Dani Alves, Thiago Silva , David Luiz (33. Dante), Marcelo – Luiz Gustavo, Hernanes, Oscar, Hulk (76. Fernando), Neymar (69. Bernard) – Fred Cheftrainer: Luiz Felipe Scolari | Brasilien |
| Italien                                                                             | 1:1 Emanuele Giaccherini (51.) 2:3 Giorgio Chiellini (71.) | 0:1 Dante (45.+1') 1:2 Neymar (55.) 1:3 Fred (66.) 2:4 Fred (89.) | Brasilien |
| Italien                                                                             | Claudio Marchisio (40.) | David Luiz (8.), Neymar (28.), Luiz Gustavo (44.) | Brasilien |
| Italien                                                                             | Spieler des Spiels: Neymar (Brasilien) | | Brasilien |
| 22. Juni 2013 um 16:00 Uhr (21:00 Uhr MESZ) in Salvador da Bahia (Arena Fonte Nova) | | |           |
| Zuschauer: 48.874                                                                   | | |           |
| Schiedsrichter: Ravshan Ermatov ( Usbekistan)                                       | | |           |
| Spielbericht                                                                        | | |           |